# Ширков, Григорий Дмитриевич
Григорий Дмитриевич Ширков (род. 1952) — советский и российский физик-ядерщик, специалист в области ускорителей заряженных частиц и источников многозарядных ионов, член-корреспондент РАН (2003) 
Сын Д. В. Ширкова (1928—2016), советского и российского физика-теоретика, академика РАН (1994).

## Биография
Родился 11 августа 1952 года в городе Сарове Горьковской области.
С 1969 по 1971 год — учёба на физическом факультете Новосибирского государственного университета. В 1976 году окончил физический факультет МГУ.
С 1976 года работает в Объединённом институте ядерных исследований г. Дубна (ОИЯИ), пройдя путь от научного сотрудника до начальника научно-экспериментального отдела ускорительных систем лаборатории физики частиц ОИЯИ, с 2003 года — главный инженер ОИЯИ.
В 1982 году защитил кандидатскую диссертацию, тема: «Накопление ионов в электронных кольцах коллективного ускорителя».
В 1993 году защитил докторскую диссертацию, тема: «Теория накопления ионов в источниках многозарядных ионов».
С 1993 по 1995 год — научный исследователь ЦЕРН.
В 1997 году утверждён в звании профессора.
В 2003 году избран членом-корреспондентом РАН.

## Научная деятельность
Специалист в области ускорителей заряженных частиц и источников многозарядных ионов.
Ведёт теоретические и экспериментальные исследования источников многозарядных ионов, а также с динамику и транспортировку многокомпонентных пучков заряжённых частиц.
Разработчик теории и методики математического моделирования получения и накопления ионов в ионных источниках, основанных на последовательной ионизации электронным ударом, предложил метод ионного охлаждения (1984), который до сих пор является наиболее эффективным и широко применяемым в мире методом увеличения выхода многозарядных ионов в ионных источниках разных типов.
Сформулировал теорию накопления ионов в электронных кольцах коллективного ускорителя тяжелых ионов (КУТИ).
Под его руководством была разработана библиотека программ МСС для численного моделирования и оптимизации каналов транспортировки многокомпонентных ионных пучков, основанная на методе крупных частиц.
С 1999 по 2001 год — руководитель проекта Международного научно-технического центра «Численное моделирование и оптимизация накопления и получения многозарядных ионов в ионных источниках» (ОИЯИ, Дубна — ВНИИЭФ, Саров — RIKEN, Япония), целью которого было создание первой в мире библиотеки программ на основе метода крупных частиц для трехмерного моделирования многокомпонентной плазмы в ECR источниках ионов.
Под его руководством проведена серия исследований на ECR источниках в Германии и Японии, им был предложен новый метод лазерной инжекции в ECR источник, который значительно расширяет его свойства.
Педагогическая деятельность:
- Доцент кафедры физики Волжского Высшего Военного Строительно-технического училища (1988—1992);
- Профессор кафедры САУ Международного Государственного университета Дубна (с 1997 года);
- Профессор кафедры «Электроника физических установок» МИРЭА (с 2003 года).